# 布賴恩鎮區 (密蘇里州道格拉斯縣)
布賴恩鎮區（英語：Bryan Township）是位於美國密蘇里州道格拉斯縣的一個行政鎮區。

## 地方資料
布賴恩鎮區的面積為94.03平方千米，當中陸地面積為93.89平方千米，而水域面積為0.14平方千米。根據2020年美國人口普查的數據，當地共有人口355人，而人口密度為每平方千米3.78人。